# Веденичев, Нил Григорьевич
Нил Григорьевич Веденичев — советский военный деятель, генерал-лейтенант.

## Биография
Родился в 1908 году в Санкт-Петербурге. Член КПСС с 1931 года.
С 1929 года — на военной службе, общественной и политической работе. В 1929—1962 гг. — на командных должностях в танковых соединениях РККА, помощник начальника 1-й части штаба 11-й легкотанковой бригады, участник боёв на Халхин-Голе, участник Великой Отечественной войны, и.д. начальника штаба 22-й танковой бригады, начальник штаба, командир 22-й танковой бригады, и.д. начальника, начальник штаба 11-го гвардейского танкового корпуса, в распоряжении Главного управления кадров, начальник штаба 4-го гвардейской механизированной армии, начальник штаба, заместитель командира 4-й гв. отд. кадрированной танковой дивизии, начальник штаба 4-й гвардейской механизированной армии, начальник штаба 5-й гвардейской механизированной армии, начальник штаба Отдельной механизированной армии, 1-й заместитель командующего Отдельной механизированной армии, заместитель начальника Военной академии бронетанковых войск по научной и учебной работе, заместитель начальника ВА БТВ по военно-научной и научно-исследовательской работе, командующий 7-й танковой армией.
Умер в Минске в 1970 году.